# Podcsumály
Podcsumály (ukránul: Підчумаль) település Ukrajnában, Kárpátalján, a Huszti járásban.

## Fekvése
Ökörmezőtől északnyugatra, 368 méter tengerszint feletti magasságban fekvő település.

## Története
A 2001 évi népszámláláskor 156 lakosa volt.